# Музей одной улицы
Музей одной улицы посвящён истории Андреевского спуска, одной из самых древних улиц Киева, соединявшей Верхний город с Нижним городом — Подолом. В основе концепции музея лежит стремление его создателей максимально приблизить историю Андреевского спуска и Киева к личности, без помпезного представления исторических процессов, без национальной, религиозной, культурологической и политический предвзятости.
«Предметный мир музея условно разделяет экспозицию на две части — мир женщины и мир мужчины. Для мира женщины характерны забота о внутреннем устройстве дома, создание уюта и комфорта. Художественное и образное решение первого зала вводит посетителей в мир домов Андреевского спуска. Мир мужчины направлен вовне — путешествия, ремесло, коммерция, войны и скитания, вечные спутники любого народа. Этим образам отдано предпочтение во втором зале. Таким образом, современная философия постмодернизма пронизывает каждый уголок и каждую витрину этого музея.»

## Экспозиция музея

Витрина Музея одной улицы, посвящённая торговле и ремеслам на Андреевском спуске

Витрина Музея одной улицы, посвящённая контрактам на Подоле

Коллекция Музея Одной Улицы посвящена истории Андреевского спуска и его выдающимся жителям. Насыщенная экспозиция наполнена историческими документами, автографами, рукописями, старинными открытками, фотографиями и большим количеством старинных предметов быта. Достойное место в собрании музея посвящено интересным случаям, историям, и городским байкам, имеющим отношение к известным домовладельцам и домам Андреевского спуска.
Обычно Андреевский спуск ассоциируется исключительно с именем всемирно известного писателя Михаила Булгакова, который жил в доме № 13 (Дом Турбиных). На самом деле, с конца XIX века десятки выдающихся фигур науки и культуры жили на этой густонаселенной улице. Музей одной улицы показывает их жизнь и работу без каких-либо предубеждений и предпочтений. Как эти люди были соседями на Андреевском спуске, так они рядом в музейной экспозиции.
Несколько музейных витрин рассказывают об Андреевской церкви, Замке Ричарда Львиное сердце и других зданиях Андреевского спуска. Связанный с мистической легендой о привидениях Замок Ричарда в начале XX века населяли известные украинские художники Ф. Красицкий, Г. К. Дядченко, И. Макушенко и скульптор Ф. Балавенский. Музей обладает уникальной коллекцией их художественных работ.

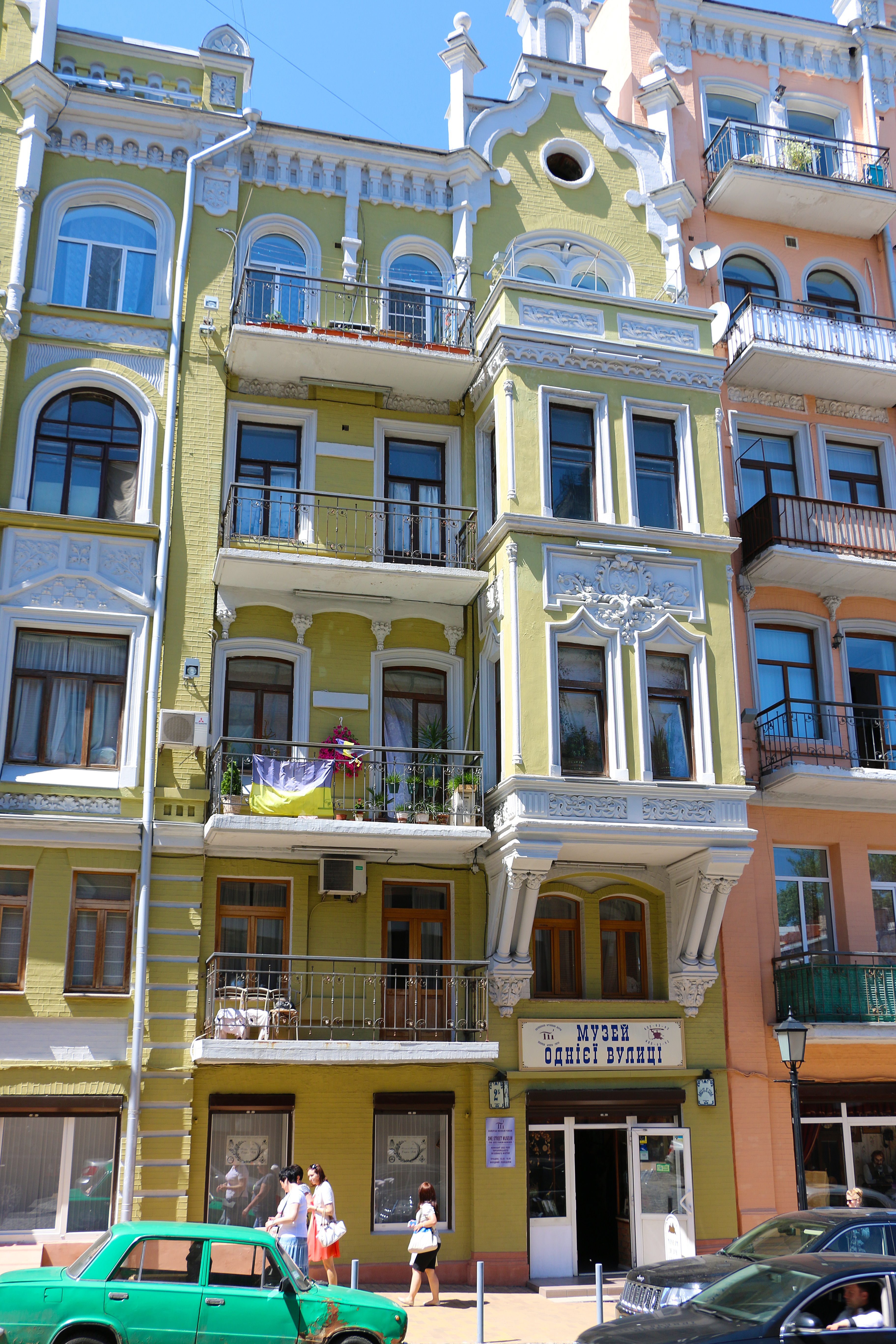
Здание, на первом этаже которого, располагается музей

Украинский филолог Павел Житецкий, арабист и профессор Киевской духовной академии Тауфик Кезма, журналист и общественный деятель Анатолий Савенко, украинский писатель Григор Тютюннык жили в доме № 34 в разные периоды XX века. Памятные вещи, принадлежавшие упомянутым людям, а также преподавателям Киевской духовной академии А.Булгакову, отцу писателя, С. Голубеву, П. Кудрявцеву, Ф. Титову, А. Глаголеву, прославленным докторам Ф.Яновскому и Д.Попову, а также другим выдающимся личностям составляют самую ценную часть музейного собрания.

## Выставки и проекты
В своем выставочном зале Музей одной улицы постоянно проводит историко-литературные и художественные выставки, посвящённые выдающимся личностям, связанным с Киевом, и важным историческим событиям: «Александр Вертинский: Я готов целовать твои улицы…», «Год 1918. Киев глазами современников», «Киевская тетрадь Анны Ахматовой», «Киевские святки», «Киевские крокодилы или жертвы общественного темперамента» и т. д.
Музей собирает коллекцию городского костюма и аксессуаров (1830—1930-е годы), часть которой была представлена на выставке «Киевские франты и модницы».
Музей обладает одной из самых богатых в мире коллекций посмертных масок, собранной собственными силами. Этой коллекции посвящён проект Виртуальный музей посмертной маски.

## Признание
В 2002 году Музей одной улицы стал номинантом Европейского музейного форума — международной организации под покровительством Совета Европы и под патронатом Королевы Бельгии Фабиолы.